# Borsdorf
Borsdorf är en kommun och ort i Landkreis Leipzig i förbundslandet Sachsen i Tyskland. Kommunen har cirka 8 000 invånare.